# Dion
För andra betydelser, se Dion (olika betydelser).
Dion, född som Dion Francis DiMucci den 18 juli 1939 i Bronx i New York, är en amerikansk sångare, låtskrivare och gitarrist. Dion åtnjöt under åren 1958–1968 ett flertal amerikanska hitsinglar, varav många också blev internationella framgångar. På 1950-talet tog han artistnamnet Dion, och uppträdde tillsammans med doo wop-gruppen The Belmonts och bildade därmed gruppen Dion and the Belmonts. Några av hans mest kända låtar är "I Wonder Why" och "A Teenager in Love" tillsammans med The Belmonts, samt "Runaround Sue", "The Wanderer" och "Donna the Prima Donna" som soloartist. I början av 1970-talet skrev och framförde han istället låtar som en singer/songwriter för att på 1980-talet övergå till religiösa inspelningar. Under 2000-talet spelade han in flera album med bluesmusik.
Hans familj hade italienskt ursprung. Under uppväxtåren på 1950-talet exponerades han för tidiga musikaliska influenser så som Hank Williams, blues och doo wop-musik. Dion skivdebuterade 1957 med låten "The Chosen Few". Han bildade samma år The Belmonts med vännerna Carlo Mastrangelo, Fred Milano och Angelo D'Aleo. Gruppen fick ett genombrott året därpå med låten "I Wonder Why". Den gavs ut på det nybildade skivbolaget Laurie Records och nådde plats 22 på amerikanska singellistan. Uppföljaren "No One Knows" blev samma år även den en hitsingel. 1959 fick gruppen sin dittills största hit med "A Teenager in Love" som nådde femteplatsen i USA, och också blev deras första brittiska hit.
Dion and the Belmonts deltog i turnén "Winter Dance Party" 1959 tillsammans med Buddy Holly, Ritchie Valens och The Big Bopper. Efter att ha uppträtt i Clear Lake i Iowa 2 februari 1959, bestämde Dion att han inte hade råd med de 36 dollar det kostade att flyga till nästa konsertplats. Planet havererade och Holly och de andra dog.
Efter ytterligare en framgång med låten "Where or When" splittrades gruppen och Dion lades in för vård då han försökte bli kvitt ett långvarigt heroinberoende. Mot slutet av året debuterade han som soloartist med låten "Lonely Teenager". Han inledde därpå ett samarbete med låtskrivaren Ernie Maresca som hjälpte Dion att skriva några av sina största hits. Deras samskrivna låt "Runaround Sue" nådde förstaplatsen i USA 1961. Uppföljaren "The Wanderer", skriven av Maresca, blev nästan lika framgångsrik med en andraplats 1962. Egentligen var låten "The Majestic" tänkt som a-sida, men flera discjockeys föredrog b-sidan "The Wanderer". Låten blev även hans första stora svenska hit och låg både på Tio i topp och Radio Nords topp 20-lista. Samma år hade han även hits med låtarna "Lovers Who Wander" och "Little Diane".
Sent 1962 bytte Dion skivbolag och blev kontrakterad hos det stora bolaget Columbia Records. Hans första singel för bolaget blev "Ruby Baby" som nådde andraplatsen i USA. Hans gamla bolag Laurie fortsatte samtidigt släppa några singlar med honom, bland andra "Sandy" som blev en stor svensk hit. För Columbia hade han även framgång med låtarna "Donna the Prima Donna" och "Drip Drop" 1963. Men förändringens vindar blåste och den brittiska vågen gjorde att många amerikanska rocksångare började anses föråldrade och tappade i popularitet. Dion var inget undantag och mot mitten av 1960-talet var han nere i både en kommersiell och personlig svacka. 1967 var han ett av ansiktena som togs med på The Beatles banbrytande LP Sgt. Pepper's Lonely Hearts Club Band. 1968 gjorde han kortvarig comeback med låten "Abraham, Martin and John". Som uppföljarsingel till denna sin största hit sedan 1963, gjorde han en cover av Jimi Hendrix låt "Purple Haze".
1969 bytte han ånyo skivbolag till Warner Bros. Records. Han gav under det tidiga 1970-talet ut flera skivor med egenskrivet material som dock inte blev några storsäljare. Han fick 1970 en mindre hit med den självbiografiska låten "Your Own Backyard" ("din egen bakgård") som var en kommentar till hans långvariga drogberoende. 1974 spelade han in albumet Born to Be with You med Phil Spector som huvudsaklig producent. Skivan som blev mycket försenad och gavs ut 1975 blev vid tiden ett fiasko som varken gick hem hos kritikerna eller skivköparna. Dion själv visade också starkt missnöje med slutresultatet. Men den har senare omvärderats och av flera musiker betecknats som ett mörkt mästerverk.
1979 blev Dion pånyttfödd kristen, och kristna teman kom att dominera hans kommande album under nästan hela 1980-talet. 1989 gjorde han rockcomeback med albumet Yo Frankie som producerades av Dave Edmunds. På albumet fick Dion hjälp av bland andra Paul Simon och Lou Reed. Albumet innehöll låten "And the Night Stood Still" som blev hans första amerikanska listplacering sedan 1970-talet. Den nådde plats 75 på Billboard Hot 100. I Storbritannien blev istället "King of the New York Streets" från samma album en mindre hit.
Dion invaldes i Rock and Roll Hall of Fame 1989.
2006 gav han ut det kritikerrosade blues-albumet Bronx in Blue som innehöll nyinspelningar av gamla blues-klassiker och renderade Dion en Grammynominering.
2008 släppte han coverskivan Heroes: Giants of Early Guitar Rock, där han tolkar några av sina förebilder såsom Eddie Cochran, Ritchie Valens, Buddy Holly, Gene Vincent, Del Shannon, Elvis Presley, Johnny Cash, Carl Perkins, Bill Haley med flera.

## Diskografi (i urval)

### Album
Med Dion and the Belmonts
- 1958 – Presenting Dion and the Belmonts
- 1961 – Wish Upon a Star with Dion and the Belmonts
- 1967 – Together Again
- 1971 – Live at Madison Square Garden 1972

Dion
- Alone With Dion (1961)
- Runaround Sue (1961)
- Lovers Who Wander (1962)
- Dion Sings to Sandy (and all his other gals) (1963)
- Ruby Baby (1963)
- Donna the Prima Donna (1963)
- Dion (1968)
- Sit Down Old Friend (1970)
- You're Not Alone (1971)
- Sanctuary (1971)
- Suite For Late Summer (1972)
- Born to Be with You (1975)
- Streetheart (1976)
- Return Of The Wanderer (1978)
- Fire In The Night (1979)
- Inside Job (1980)
- Only Jesus (1981)
- I Put Away My Idols (1984)
- Seasons (1984)
- Kingdom in the Streets (1985)
- Velvet & Steel (1987)
- Yo Frankie (1989)
- Dream On Fire (1992)
- Rock'n'Roll Christmas (1993)
- The Road I'm On (1997) (2-CD samlingsalbum med tidigare outgivet material)
- The Best Of The Gospel Years (1998) (samlingsalbum 1980-1987)
- Déjà Nu (2000)
- Live In New York 1996 (2001)
- New Masters (2003)
- Bronx in Blue (2006)
- Son of Skip James (2007)
- Heroes: Giants of Early Guitar Rock (2008)
- Tank Full of Blues (2011)
- New York is My Home (2016)
- Blues With Friends (2020)
- Stomping Ground (2021)

Fotnot: För album tillsammans med Dion and the Belmonts; se den artikeln.

### Singlar (urval)
Med Dion and the Belmonts
- 1958 – "I Wonder Why" (US #22)
- 1958 – "No One Knows" (US #19)
- 1959 – "A Teenager in Love" (US #5), (UK #28)
- 1960 – "Where or When" (US #3)
- 1960 – "When You Wish Upon a Star" (US #30)
- 1960 – "In the Still of the Night" (US #38)

Som Dion
- 1961 – "Runaround Sue" (US #1), (UK #11)
- 1961 – "The Wanderer" (US #2), (UK #10)
- 1962 – "Lovers Who Wander" (US #3)
- 1962 – "Little Diane" (US #8)
- 1962 – "Love Came to Me" (US #10)
- 1962 – "Ruby Baby" (US #2)
- 1963 – "Sandy" (US #21)
- 1963 – "Donna the Prima Donna" (US #6)
- 1963 – "Drip Drop" (US #6)
- 1968 – "Abraham, Martin and John" (US #4)